# ОШ „Вук Караџић” Крушевац
Основна школа Вук Караџић налази се у Крушевцу. Наставља традицију прве основне школе.

## Историјат школе
Прва школа у Крушевцу основана је 1833. године по ослобођењу од Турака. Школа се налазила у улици Бранка Цакића 2, преко пута цркве Лазарице. Зграда је била мала, па су нека одељења радила по приватним кућама. Деца са села спавала су на школским клупама, а родитељи су им доносили храну за више дана. Школу су похађали и одрасли младића. Тако се ђак Дамњан Јаковљевић из Читлука оженио по завршетку четири разреда основне школе, по сећању апотекара Кедровића. У Србији кнеза Милоша није било учитељских школа, па су они излазили из Богословије. Први учитељи у Крушевцу били су из Војводине.
Због сталног раста броја ђака започета је изградња нове зграде која је завршена 1863. године (у тој згради се данас налази Народни музеј).
Основна школа није радила за време балканских ратова, јер је ту смештена болница и за време Првог светског рата због окупације. После ослобођења основани су курсеви за скраћено школовање, јер су многи ђаци изгубили године због рата. Ученици су добијали какао и сутлијаш од Међународног црвеног крста.
1951. године школа постаје Прва осмолетка.
1955. године добија данашњи назив.
Школа се данас налази у Југовићевој 11. Та зграда свечано је отворена 5.септембра 1964. године.
Поводом 150 година постојања (1983) издата је монографија Сто педесет година основне школе у Крушевцу коју је припремио Богољуб Михајловић, чувени крушевачки педагог. Тада је откривена и биста Вука Караџића, рад вајара Животе Радојичића.

## Школа данас
Настава се изводи у специјализованим учионицама и кабинетима. Школа има две сале за физичко (у малој сали некада је био базен) и мини теретану, као и посебну зграду у којој су учионице за продужени боравак. У приземљу те зграде смештене су предшколске групе установе Ната Вељковић. У оквиру школе ради и издвојено одељење за основно образовање одраслих. Најзначајнији ресурс школе су ученици, који свој таленат исказују у секцијама и учешћем на такмичењима.

## Школска библиотека
У оквиру школе ради и библиотека.То је прва дигитализована библиотека у Расинском округу. У оквиру библиотеке налази  се мултимедијална учионица. Поседује литературу за све предмете и лектиру за све разреде. Библиотека је центар свих културних и јавних дешавања у школи. Поседује и свој блог, као још један од начина комуникације са корисницима.